# Éland
 (mars 2023).
Si vous disposez d'ouvrages ou d'articles de référence ou si vous connaissez des sites web de qualité traitant du thème abordé ici, merci de compléter l'article en donnant les références utiles à sa vérifiabilité et en les liant à la section « Notes et références ».
Taurotragus oryx
Ne doit pas être confondu avec l'Élan, espèce de cervidés peuplant les régions boréales, ni avec les Oryx.
Espèce
Statut de conservation UICN

 LC  : Préoccupation mineure
Synonymes
- Antilope oreas Pallas, 1777[1]
- Antilope oryx Pallas, 1766[1]
- Taurotragus oryx[2]
- Tragelaphus oryx (préféré par NCBI)[2]
- Tragelaphus oryx (Pallas, 1766)[1]

Répartition géographique
L'Éland (Taurotragus oryx), également appelé éland du Cap pour le différencier de l'éland de Derby (Taurotragus derbianus), est une espèce de ruminants de la famille des Bovidés. L'éland du Cap est une des plus grandes antilopes d'Afrique.

## Morphologie

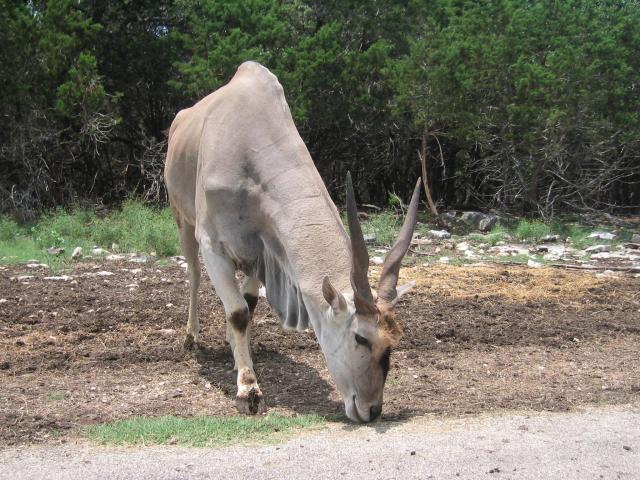
Éland mâle, reconnaissable à son pelage gris.

Les mâles mesurent de 2,80 à 3,80 mètres de longueur pour une hauteur de 1,50 jusqu'à 1,80 mètre à l'épaule (1,65 m en moyenne et 3 m avec les cornes) et un poids de 400 à 800 kg selon les individus (600 kg en moyenne et le record est de 950 kg). Les femelles mesurent 2,00 à 2,80 mètres de longueur pour une hauteur de 1,25 à 1,50 mètre (1,40 m en moyenne) au garrot et un poids variant entre 200 et 450 kg (300 kg en moyenne) selon les individus. La queue mesure de 50 à 90 cm. Les individus des deux sexes portent des cornes droites torsadées, plus fines et plus longues chez la femelle ; jusqu'à 70 cm. Le mâle possède un pelage plus gris que celui de la femelle, qui est beige. Par contre, tous deux présentent des stries sur les flancs. Le mâle présente un fanon gulaire sous la gorge. Doté d'excellents sens de l'ouïe et de l'odorat, l'antilope sacrifie la netteté de sa vision binoculaire pour un champ visuel plus large.

## Habitat et alimentation

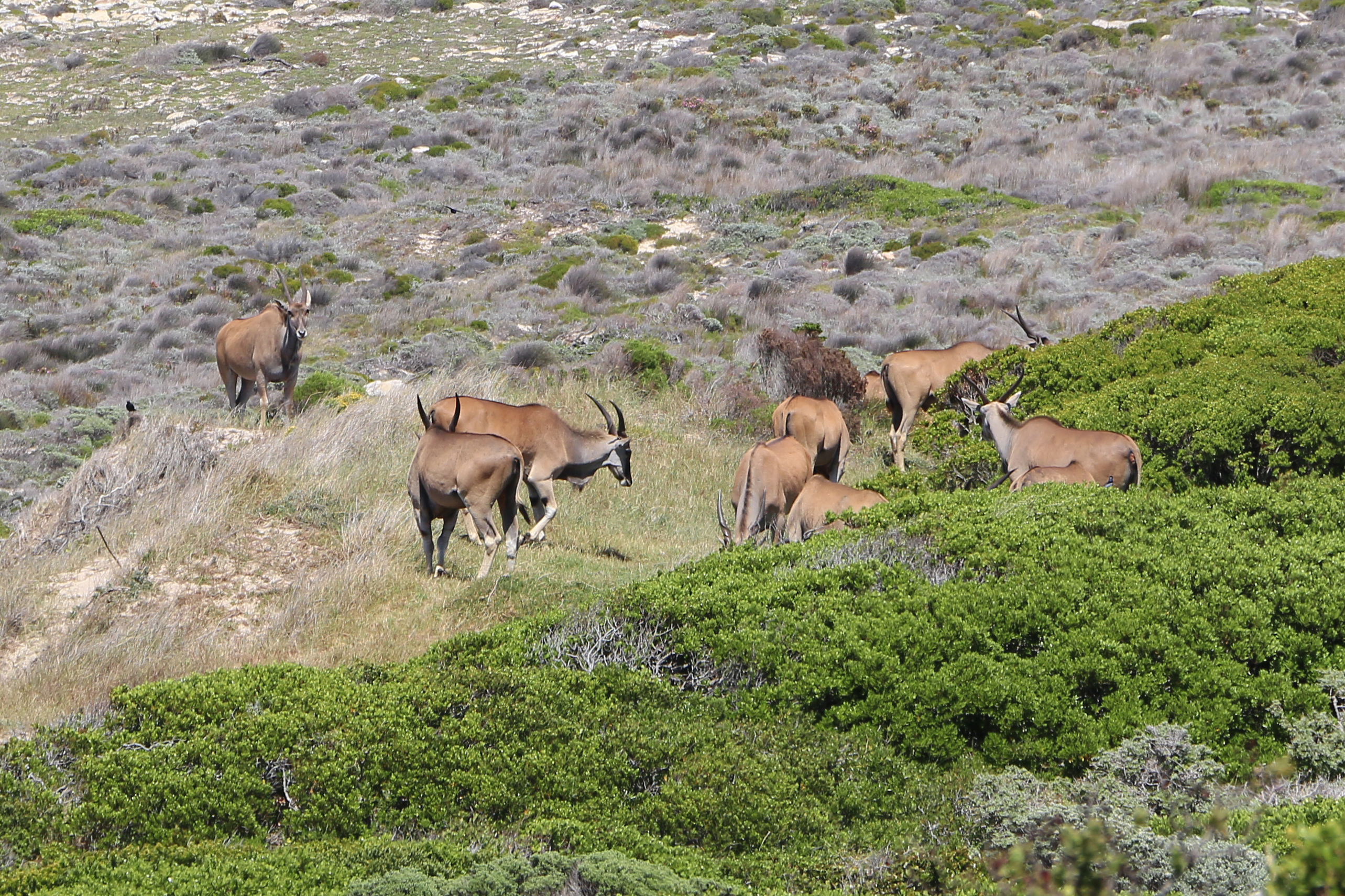
Élands dans son habitat naturel (cap de Bonne Éspérance).

Adaptable, il se trouve dans une grande variété d'habitats, surtout dans les savanes et les forêts clairsemées mais aussi dans le désert. Il mange de l'herbe, des branches et des feuilles, des fruits, des bulbes, des racines. Il consomme avidement l'eau lorsqu'elle est disponible, il est aussi capable de s'en priver des mois durant. Son métabolisme particulier est bien adapté à la vie dans des conditions arides.
L'éland est un animal diurne mais qui tend à être presque inactif durant la période la plus chaude de la journée. Les troupeaux sont souvent constitués de 20 à 70 individus, protégés par un mâle dominant, mais sont connus pour atteindre jusqu'à 400 bêtes. Ils se mêlent parfois à d'autres animaux tels que les zèbres, les girafes, les autruches et d'autres antilopes tels les gnous, les impalas, les gazelles et les bubales.

## Comportement et reproduction
Le mâle dominant peut faire entendre un bruit, le « dic-doc » grâce à l'articulation de son genou. Il aurait pour rôle de rappeler à l'ordre les jeunes mâles s'approchant trop près des femelles[source insuffisante].
Une femelle a un seul petit par portée et par an, après un peu plus de 9 mois de gestation (280 jours). Le mâle adulte surveille et défend le troupeau de femelles et de jeunes, contre les autres mâles célibataires et contre les prédateurs.

## Prédateurs
Les lions et les hyènes tachetées peuvent s'attaquer aux adultes alors que les lycaons et le léopard chassent plutôt les jeunes (adolescents et nouveau-nés). Mais l'animal détient la réputation de se servir allègrement de ses cornes comme arme défensive dès que le besoin s'en fait sentir, ces antilopes ont une technique de défense particulière contre les prédateurs, en faisant face à l'adversaire tout en gardant les petits au centre du cercle protecteur, comme le font les buffles avec leurs petits. Malgré leur apparence, les élands sont des antilopes très agiles, surtout les individus élancés qui ont une masse peu élevée, peuvent courir très vite, jusqu'à 70 km/h et aussi faire des bonds à plus de 2 mètres en hauteur. Les gros individus restent également rapides (50 km/h) et agiles, même s'ils n’atteignent pas les records de vitesse de leur espèce.

## Domestication et élevage
L'éland du Cap fait l'objet de recherches afin de réussir pleinement sa domestication. Le parc zoologique d'Ascania-Nova en Ukraine, entre autres, étudie son amélioration. La réussite de son élevage à très grande échelle permettrait d'offrir une nouvelle espèce particulièrement bien adaptée au climat et aux maladies endémiques du continent africain, sa viande étant de bonne qualité et son lait abondant. L'éland du Cap est cependant domestiqué avec succès par certains éleveurs sud-africains. Antilope très commune dans les parcs zoologiques, souvent présentée en semi-liberté (dans le cadre d'une plaine africaine) avec d'autres espèces africaines, elle s'élève assez facilement.

## Longévité
L'espérance de vie d'un individu est de 15 à 20 ans dans la nature, contre 25 en captivité.

## Statut
Abondante, sa population est stable, estimée à 136 000 individus. Il n'est pas menacé d'extinction et n'a pas de statut particulier de protection. En revanche, la chasse intensive pour sa chair, sa peau, ses cornes et la perte d'habitat sont responsables d'un déclin des populations de ces grandes antilopes.

## Liste des sous-espèces
Selon BioLib (14 août 2023) :
- sous-espèce Taurotragus oryx livingstonei P. L. Sclater, 1864
- sous-espèce Taurotragus oryx oryx Pallas, 1766
- sous-espèce Taurotragus oryx pattersonianus Lydekker, 1906

## Galerie

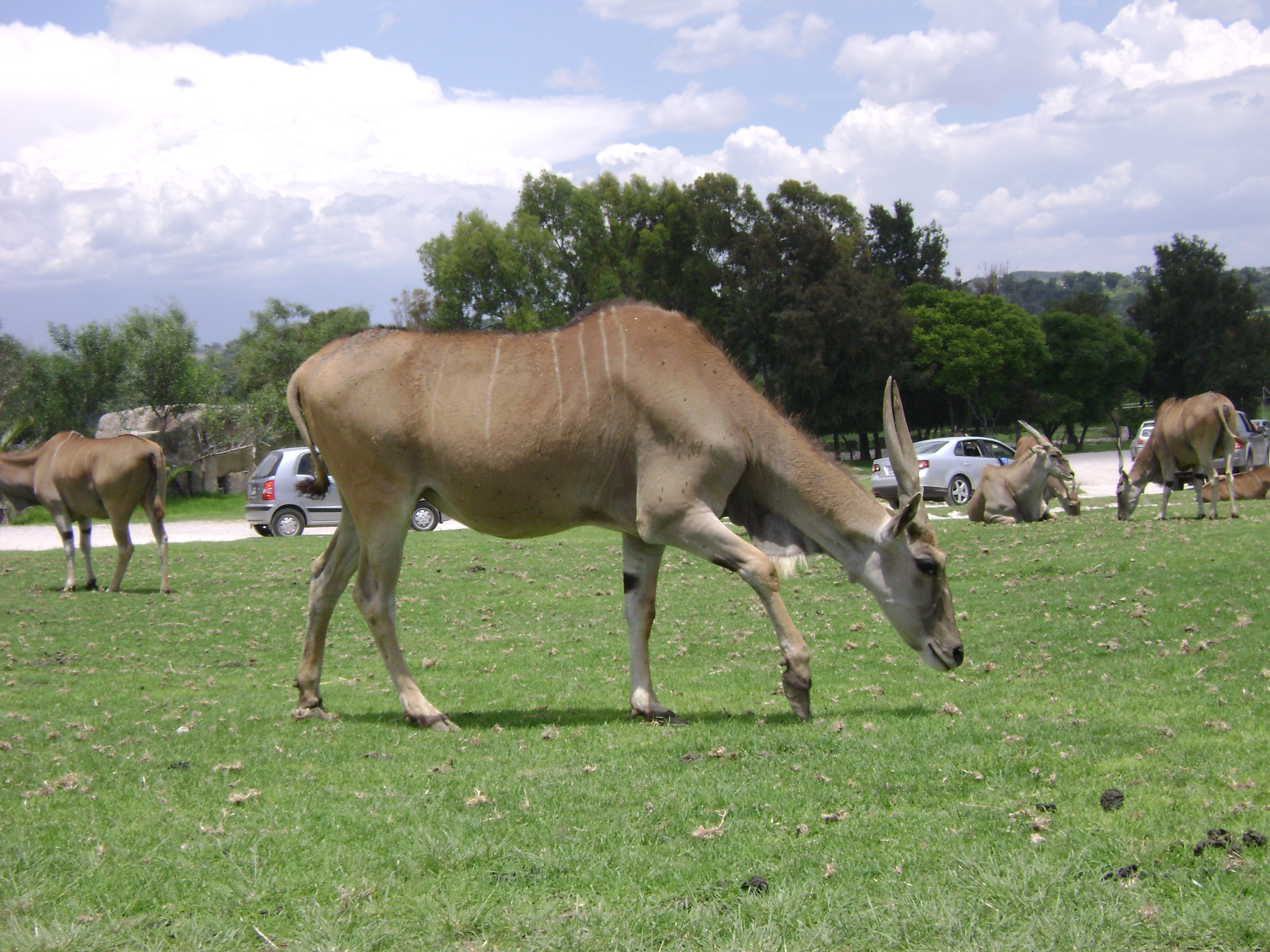
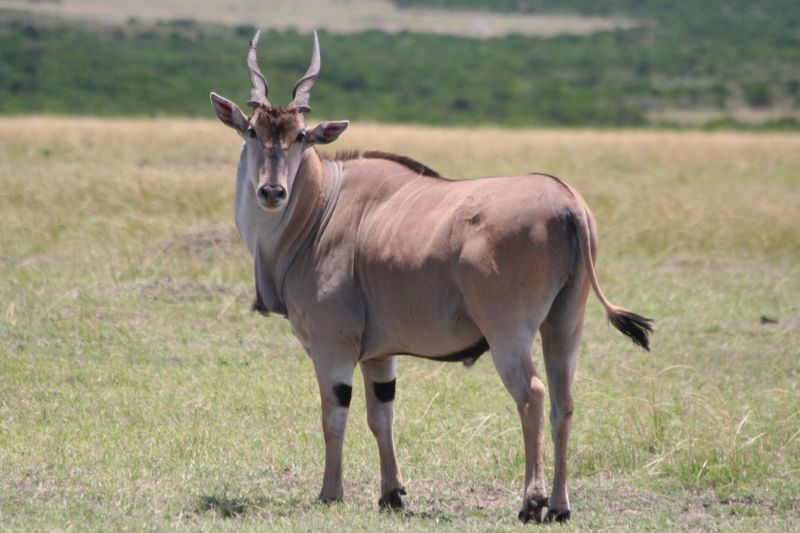
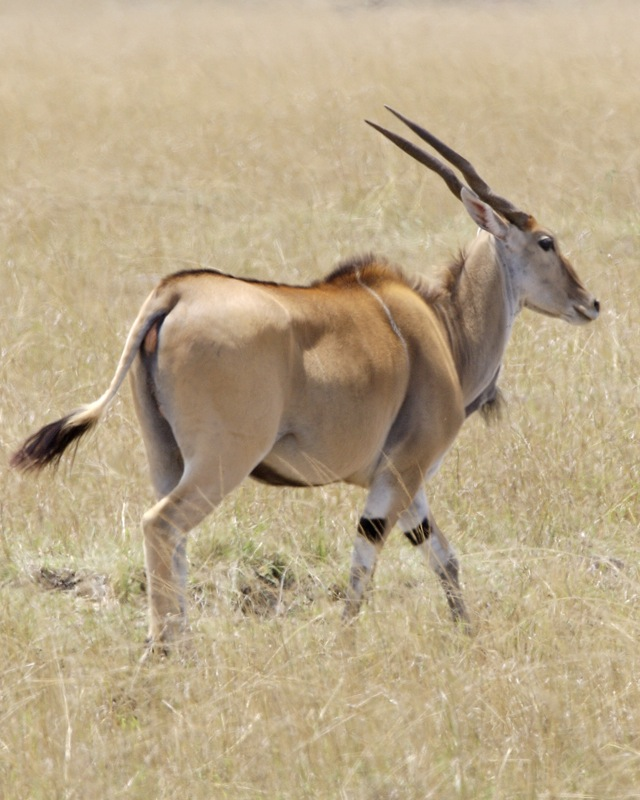
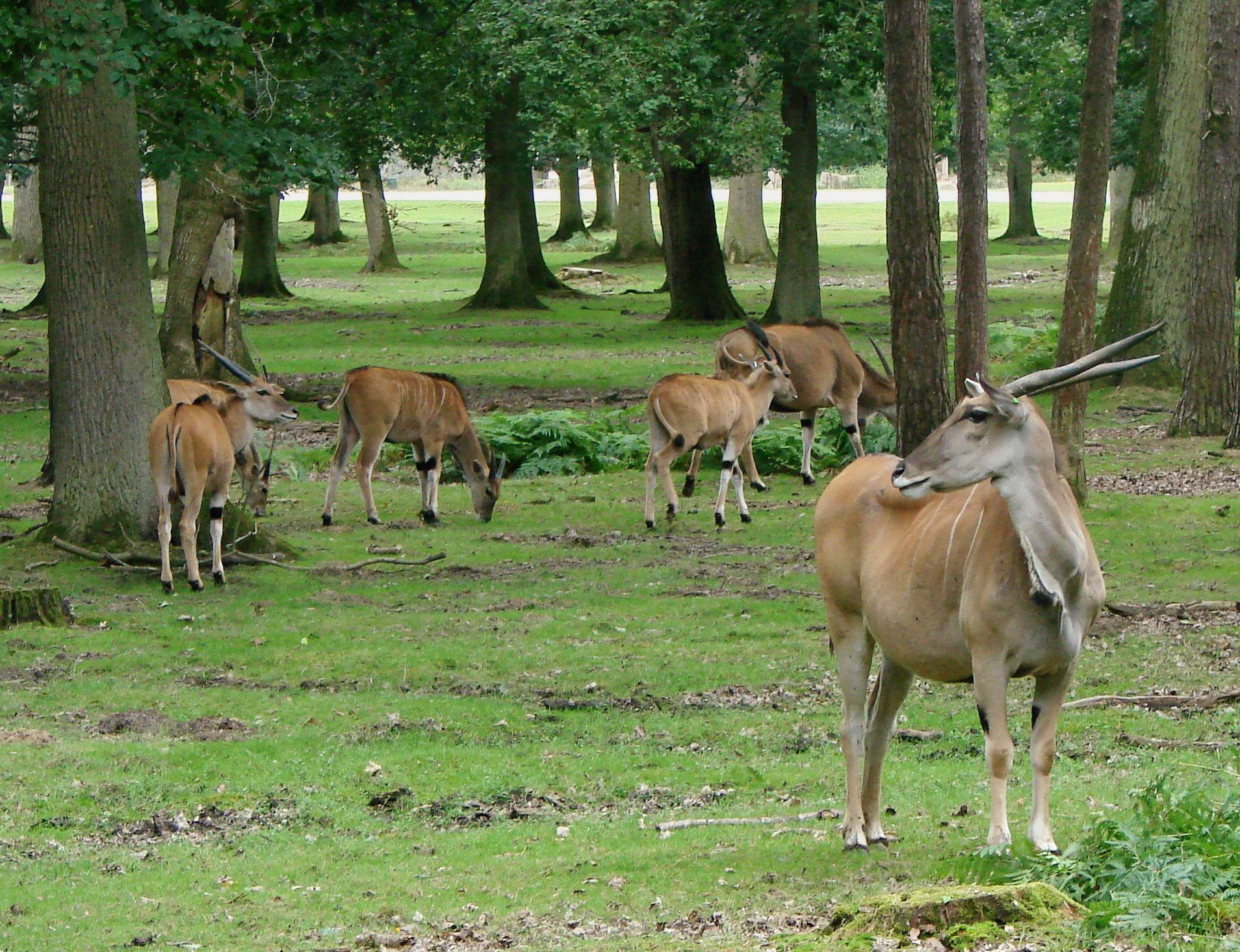
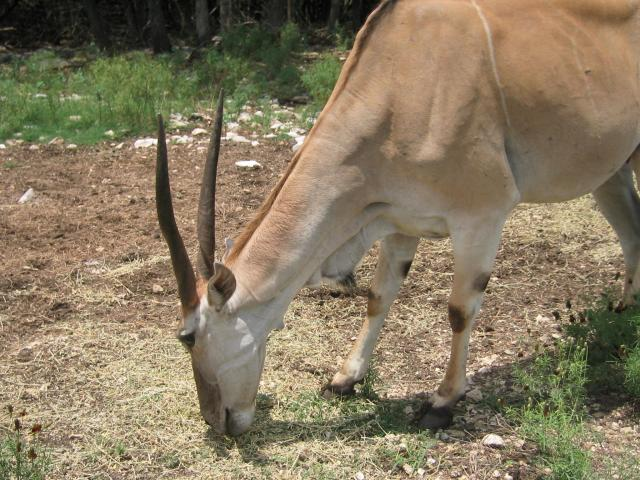
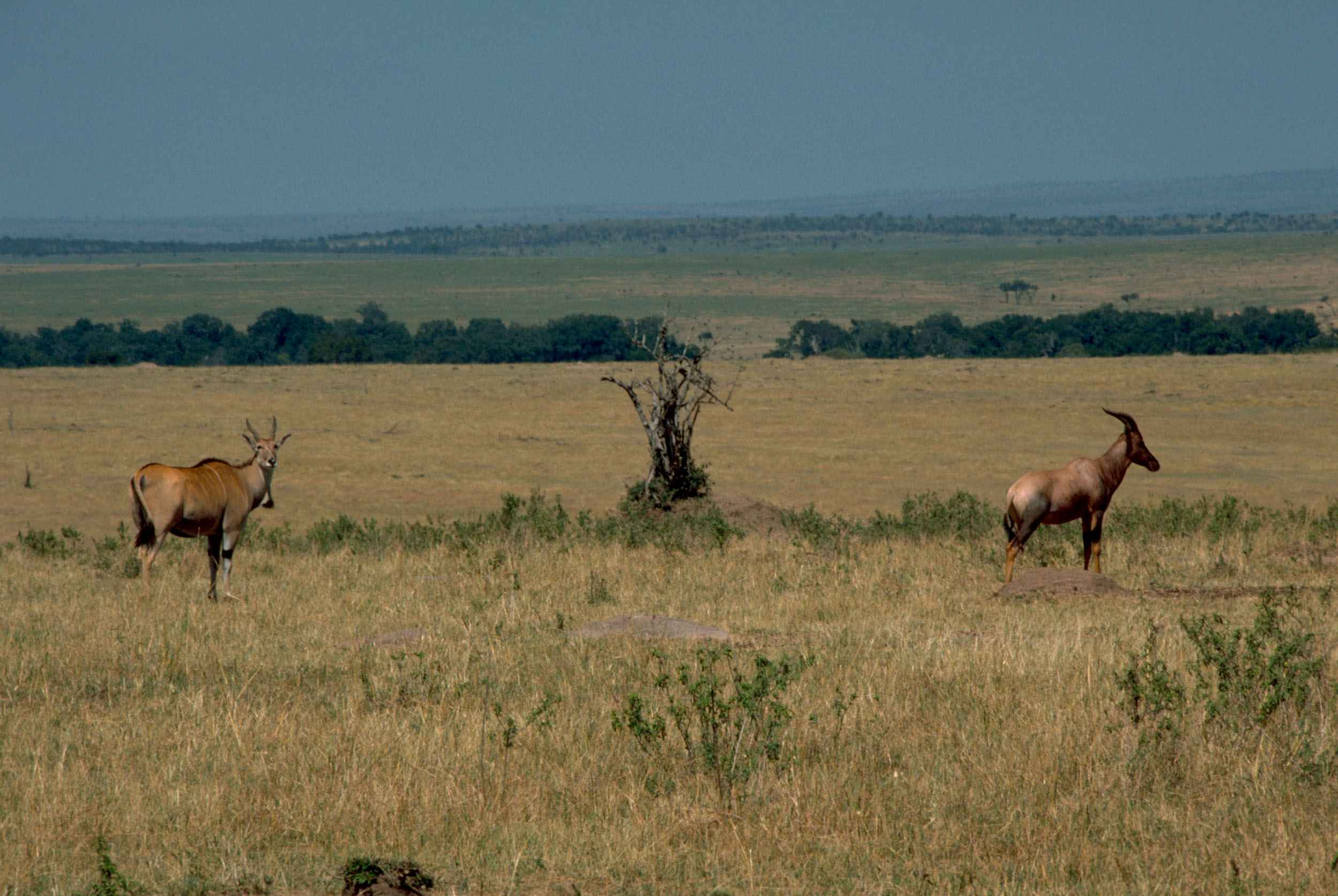
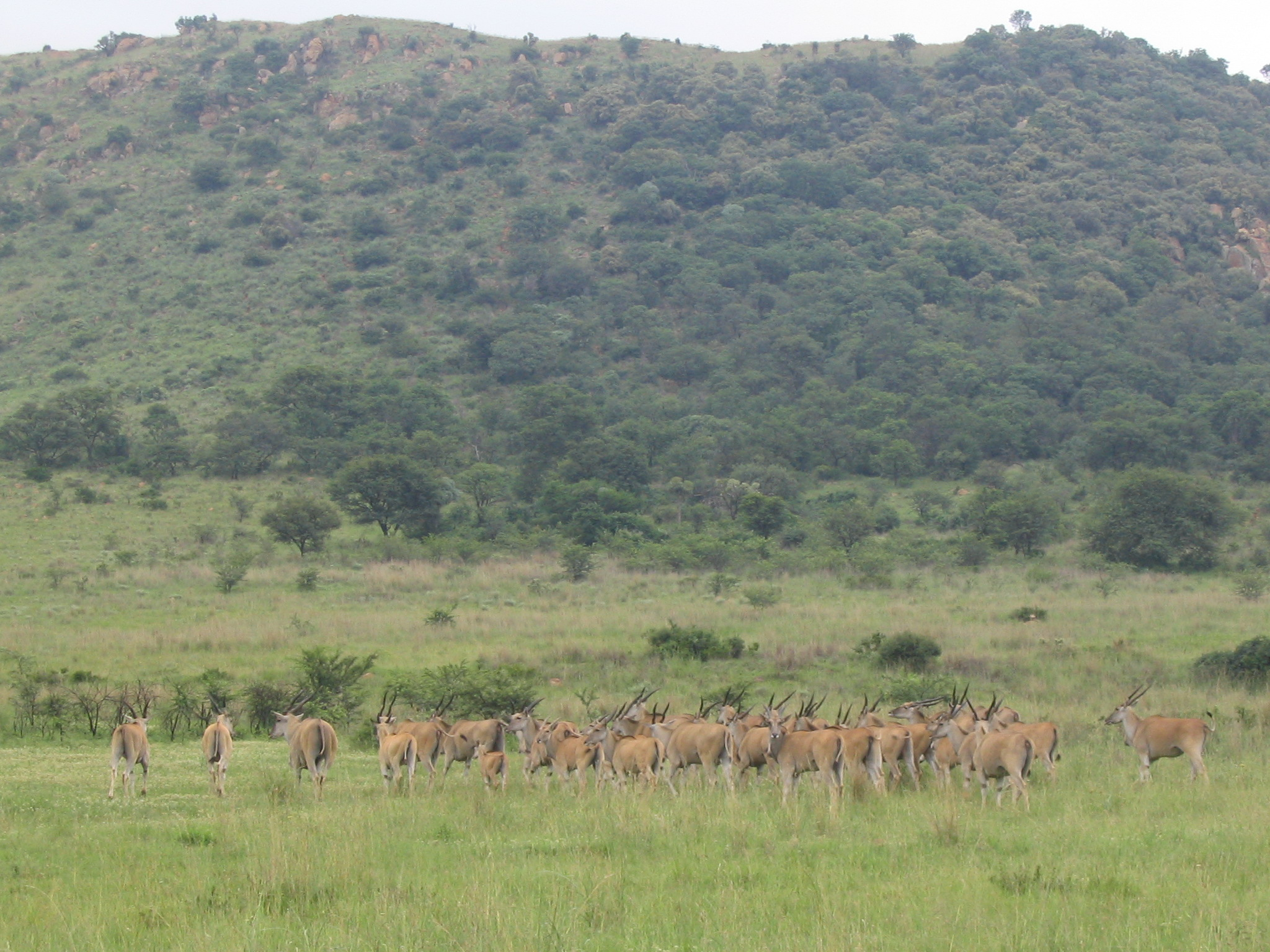
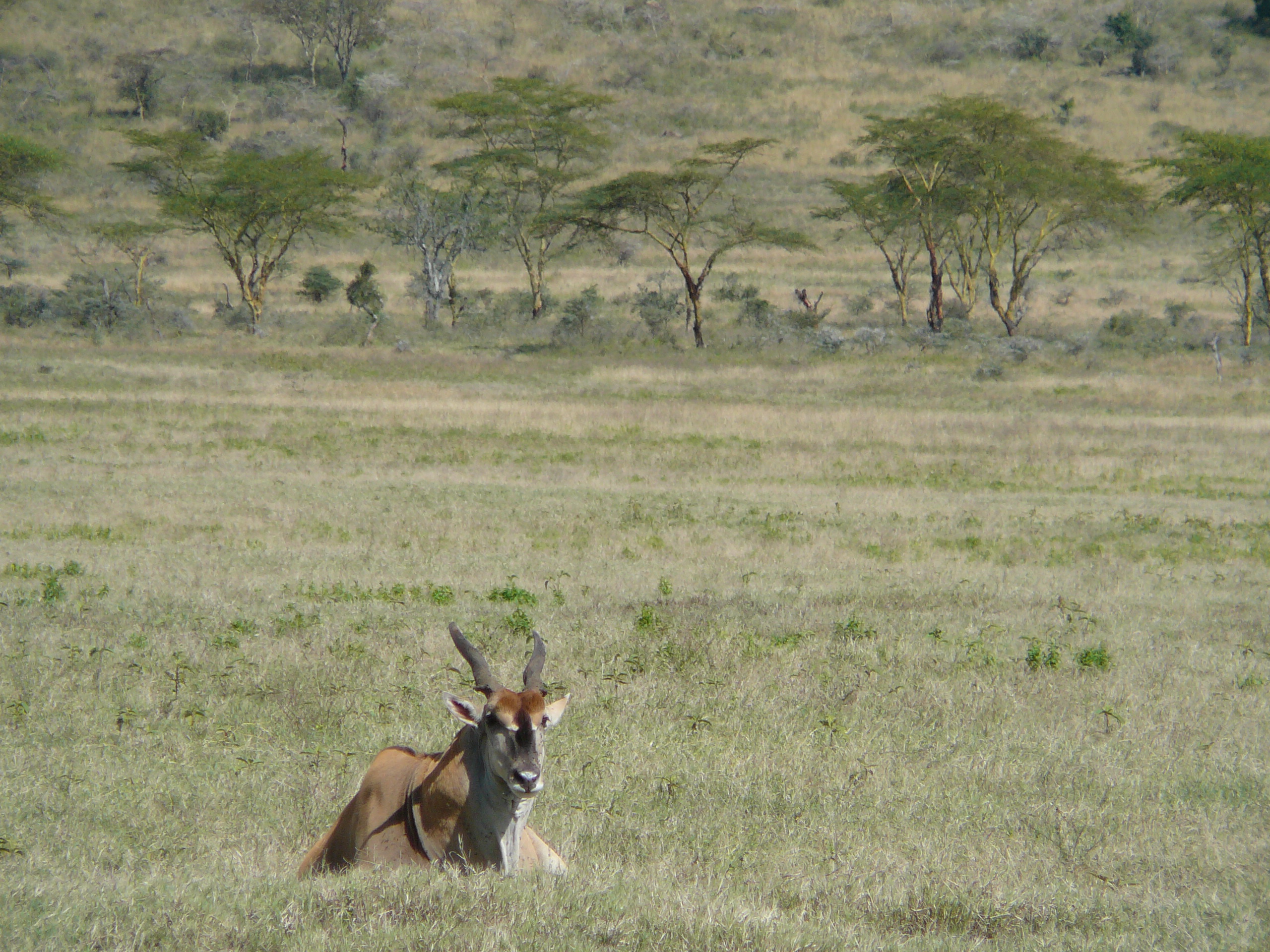
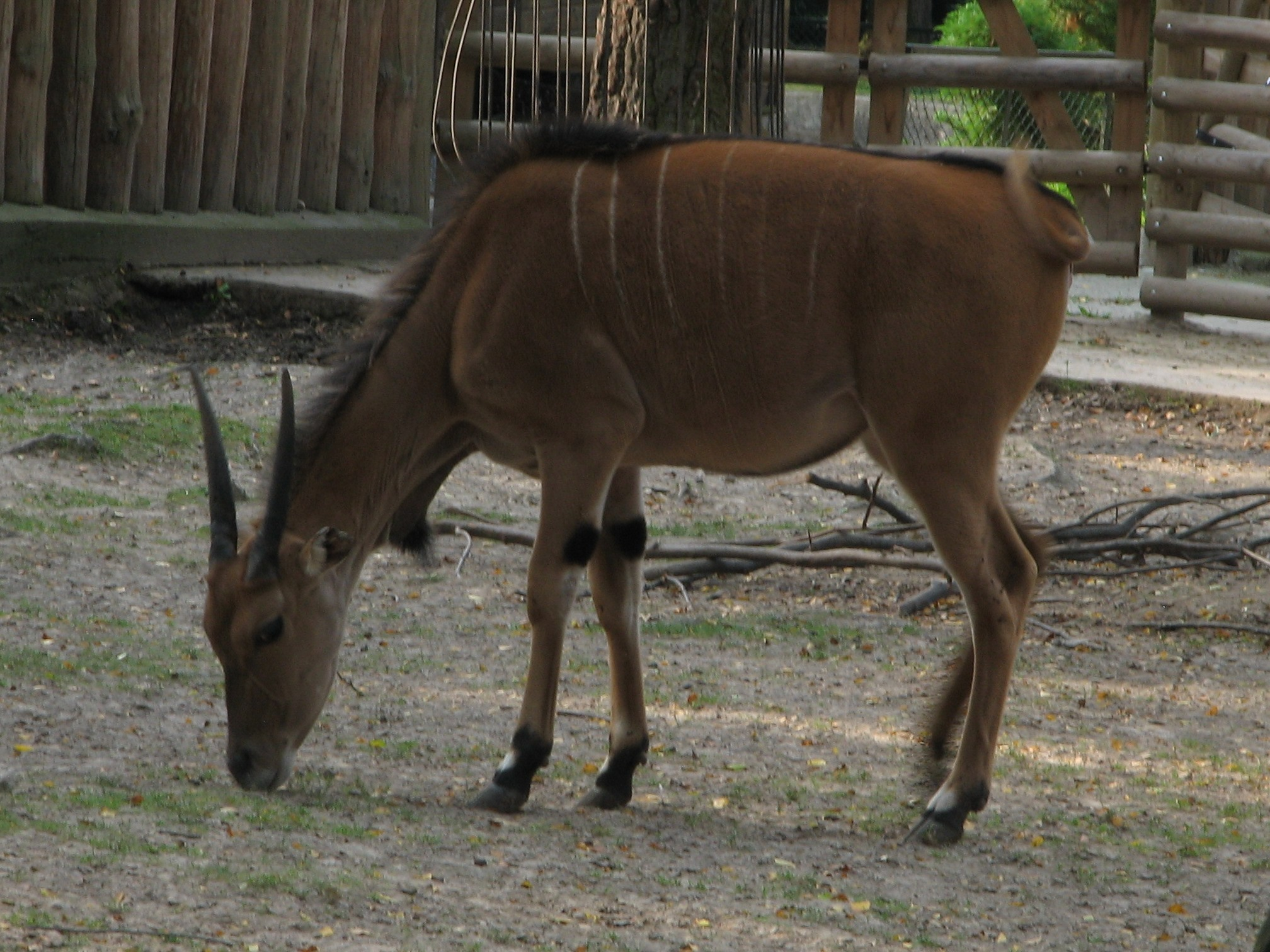
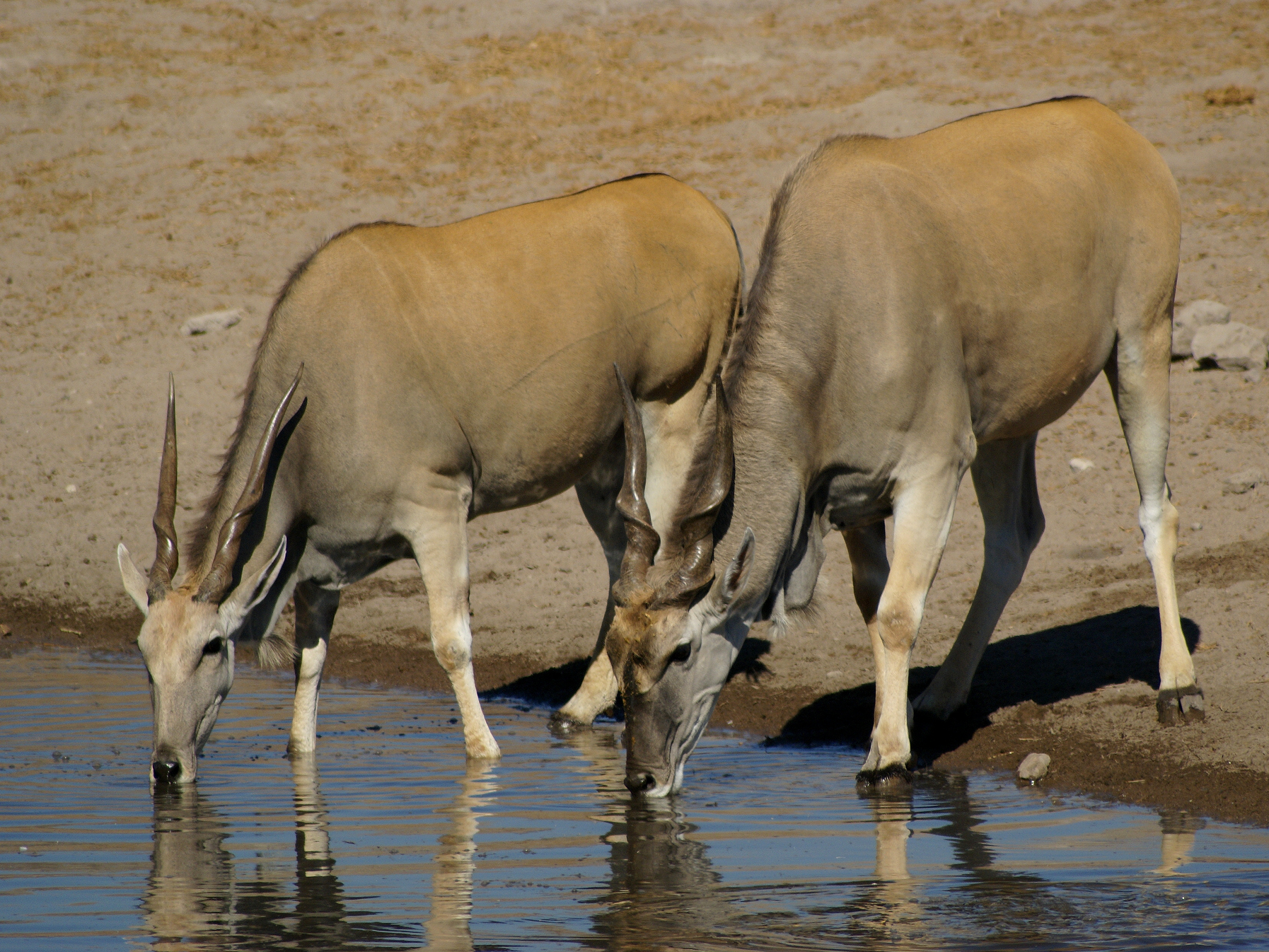
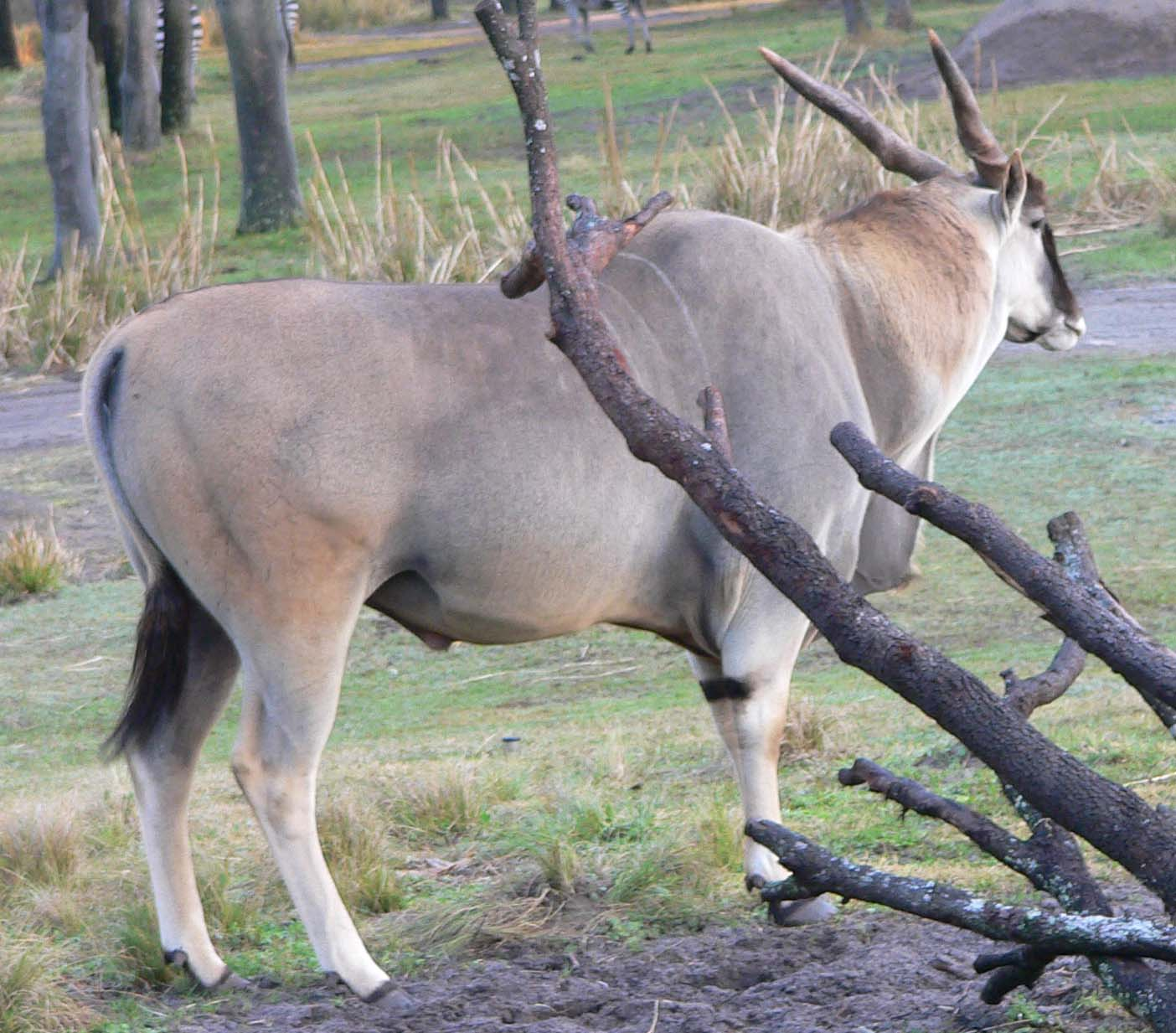
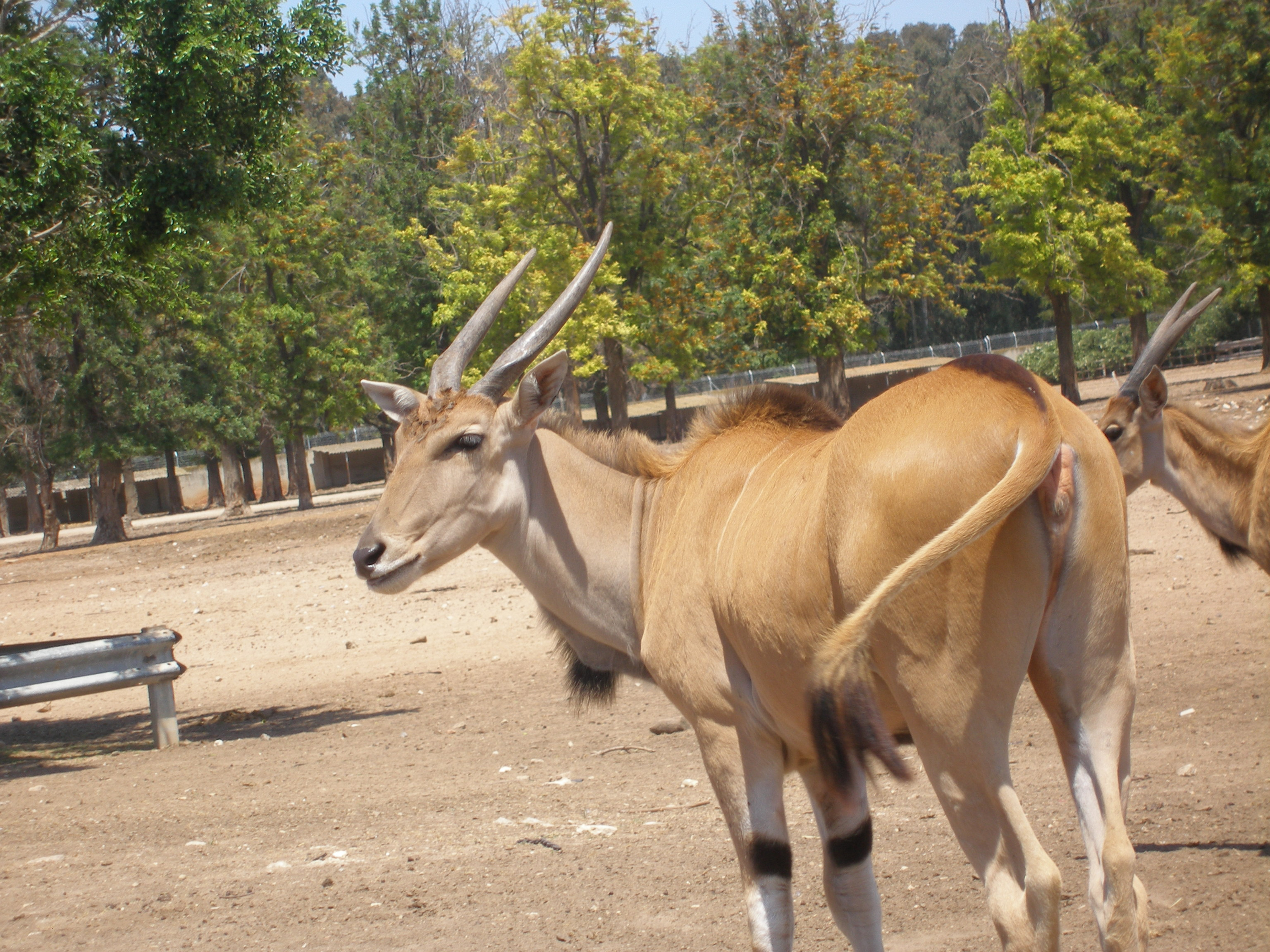
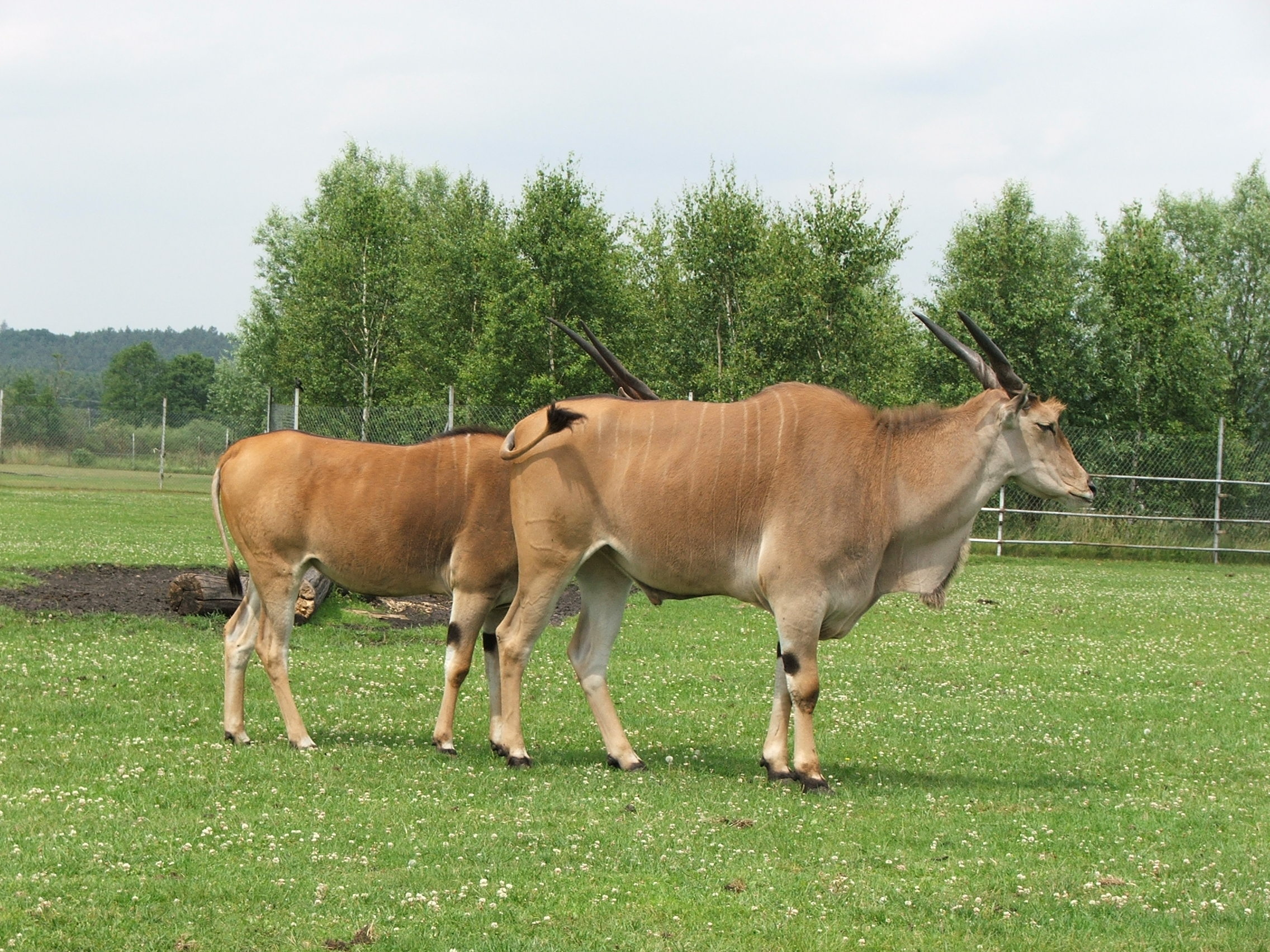
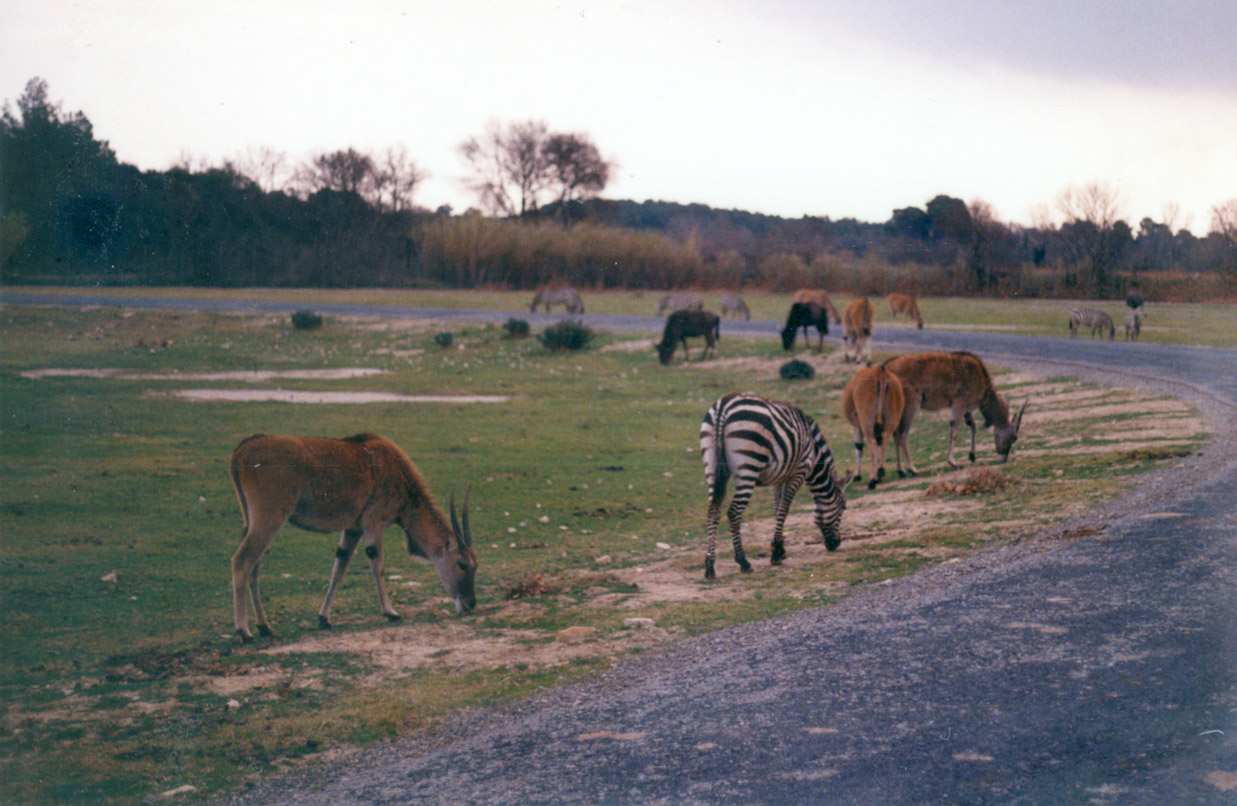
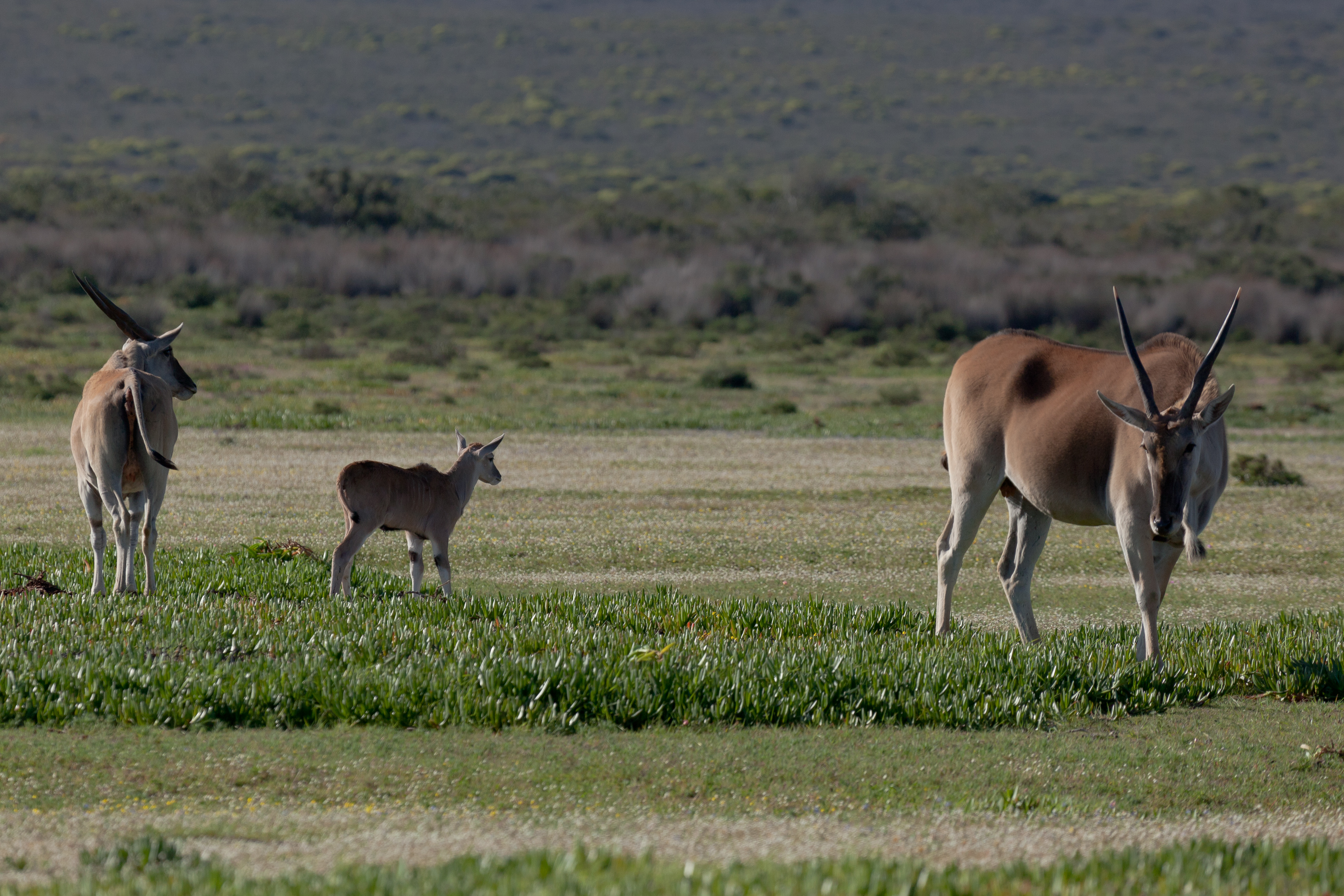
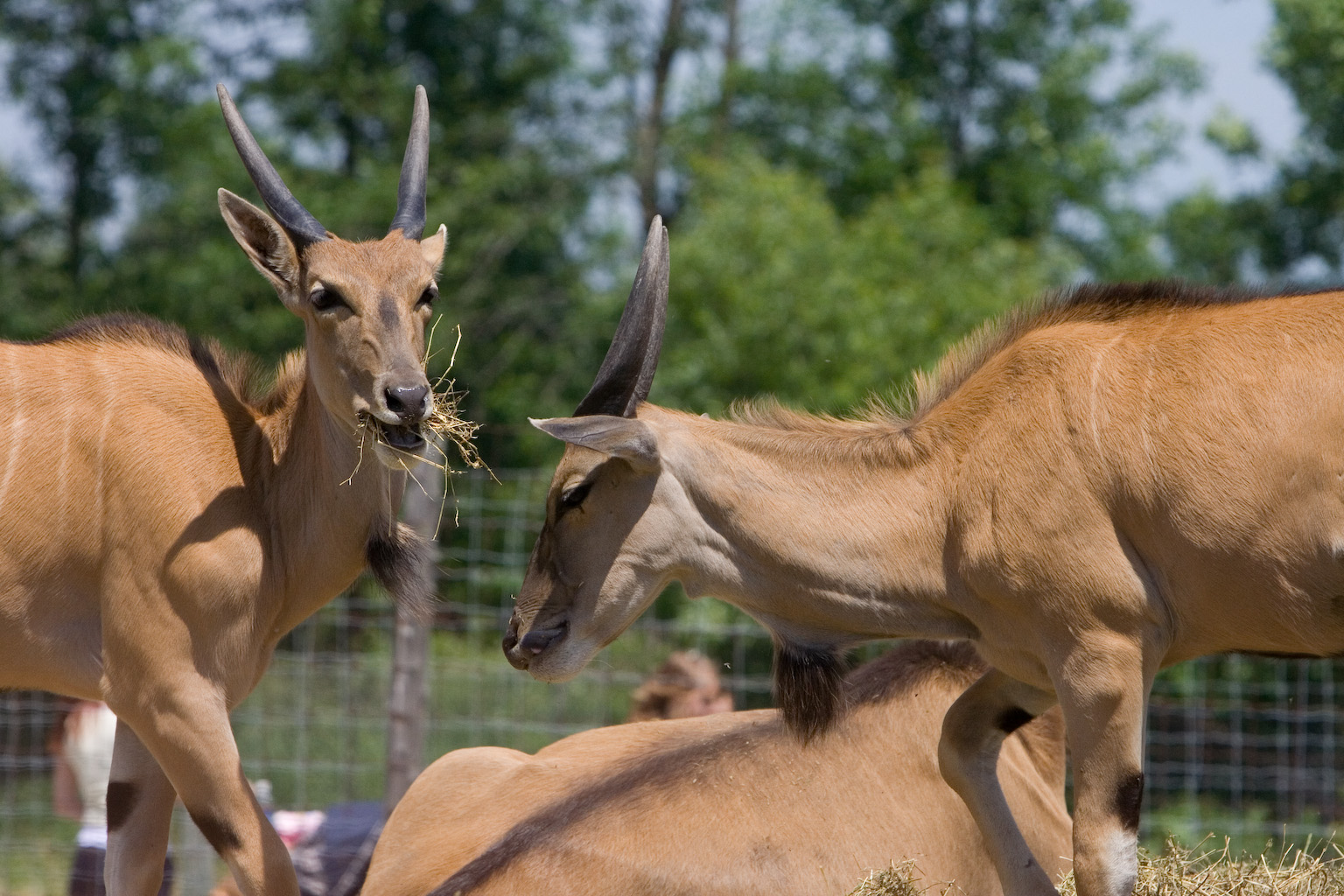
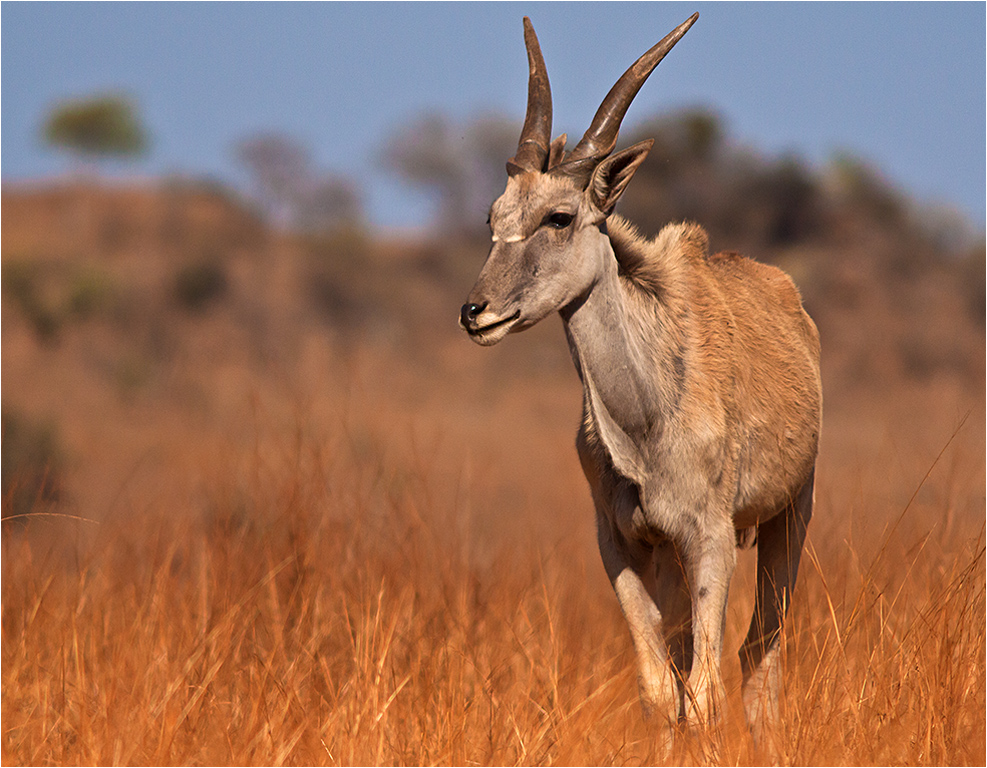
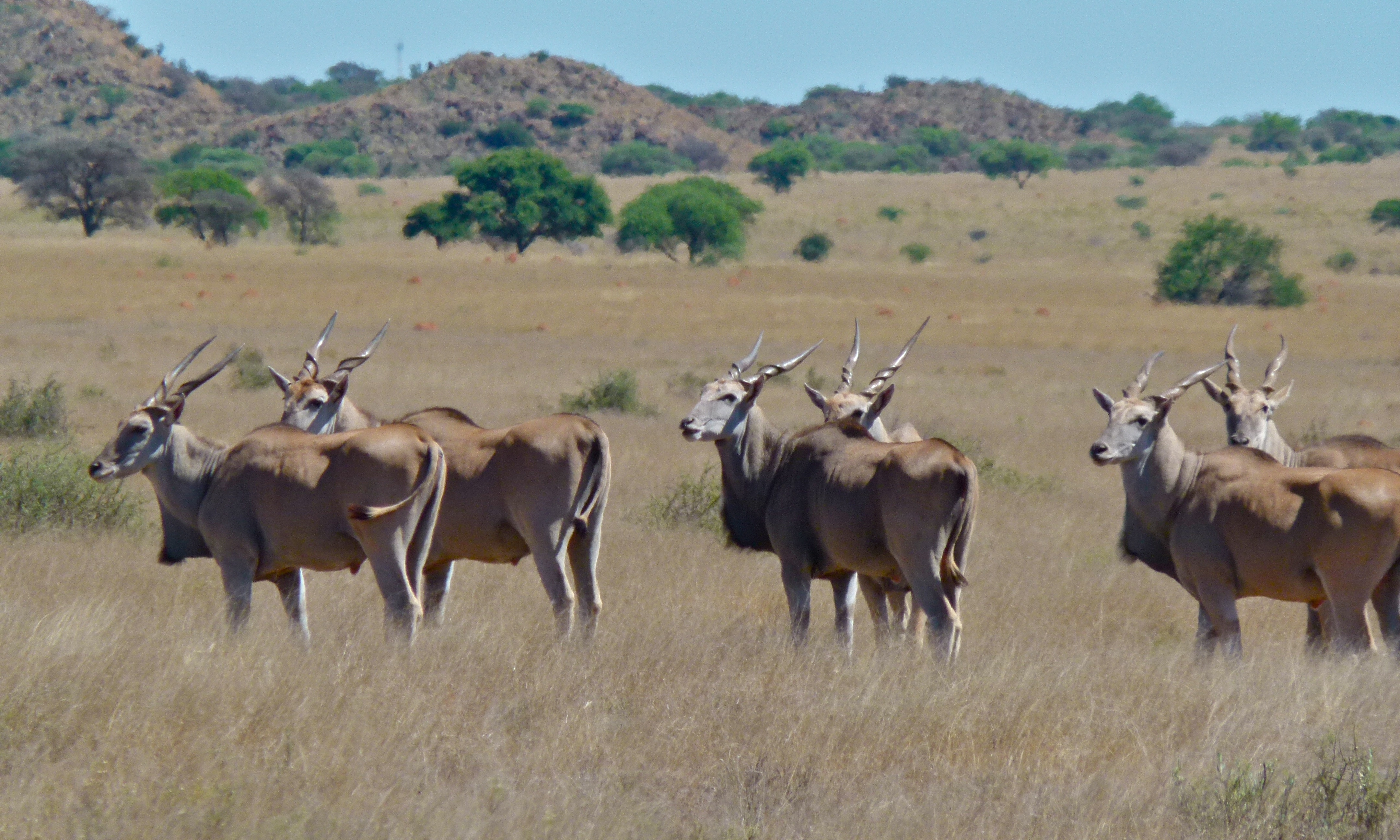
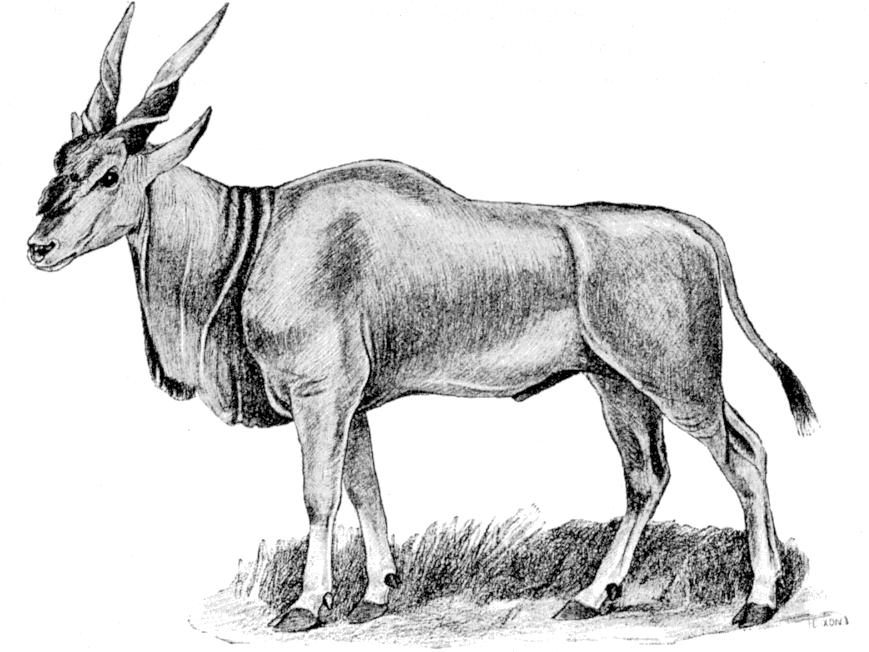